# Stanisław Łukasiewicz (prozaik)
Stanisław Łukasiewicz (ur. 31 maja 1907 w Antopolu koło Siedlec, zm. 14 stycznia 1996 w Warszawie) – polski prozaik.

## Życiorys
Ukończył studia na Wydziale Humanistycznym Uniwersytetu Warszawskiego. 
W 1928 roku ogłosił swój pierwszy tom opowiadań Senatorowie w mazurze. W latach 1934–1937 pracował w szkolnictwie, zaś w latach 1937–1939 był kierownikiem Wydziału Prasowego ZNP. W latach 1940–1942 był urzędnikiem magistratu miasta Warszawy, następnie pracował w gminie w Sobolewie. W okresie od 1945 do 1946 był dyrektorem Biura Prasowego Krajowej Rady Narodowej, następnie kierownikiem literackim gazety „Głos Wielkopolski”. W latach 1954–1962 pracował ponownie w szkolnictwie. Od 1955 roku należał do PZPR.

## Odznaczenia
Odznaczony Krzyżem Kawalerskim Orderu Odrodzenia Polski.

## Twórczość (m.in.)
- Nauczyciele
- Okupacja
- Głód niezaspokojony
- Rodowód
- Kraina lat szczęśliwych
- Polska, Polska - ale jaka?
- Grupa "Granat" i inne opowiadania
- Byłem sekretarzem Bieruta (wspomnienia)
- Na polach i w lasach